# Pegasus-Klasse (1973)
Die Pegasus-Klasse (PHM, Patrol Hydrofoil Missile) war eine Klasse von Flugkörperschnellbooten, welche dank Tragflügeln Geschwindigkeiten bis zu 48 kn (ca. 90 km/h) erreichten. Sie wurden unter anderem zur offensiven Bekämpfung des Drogenhandels in der Karibik eingesetzt. Es waren die schnellsten Schiffe, welche die US Navy zu jener Zeit in Dienst hatte. Die Schiffe der Klasse waren aufgrund ihrer Tragflügel nur bis zu einer Windstärke von 5 Bft einsatzfähig.

## Geschichte
Das PHM-Programm wurde in den frühen 1970er Jahren gestartet. Ziel war es, Fregatten und Zerstörer von der Bewachung der Küstengewässer abzuziehen und diese durch kostengünstige, schlagkräftige Tragflächenboote zu ersetzen. In das Projekt waren neben der US Navy die Bundesmarine, die Royal Navy, die Royal Canadian Navy sowie die Marina Militare involviert. Es war geplant, bis zu 100 Schiffe zu bauen, aus Kostengründen wurde jedoch nur die USS Pegasus, damals noch Delphinius genannt, gebaut. Einige Jahre später wurden noch fünf weitere Boote erstellt, doch die beteiligten NATO-Seestreitkräfte hatten ihr Interesse verloren. Nur die italienische Marine unterhielt bis Anfang der 1990er Jahre sieben Boote eines ähnlichen Typs (Sparviero-Klasse). Die Entwicklung weiterer Tragflügelschnellboote wurde nach der Pegasus-Klasse eingestellt, da Tragflügelboote zwar manövrierfähiger als traditionelle Entwürfe, aber technisch viel aufwendiger sind und dadurch weit höhere Wartungskosten verursachen.

## Einheiten
| Name                 | Werft                         | Indienststellung   | Außerdienststellung | Heimathafen |
| -------------------- | ----------------------------- | ------------------ | ------------------- | ----------- |
| USS Pegasus (PHM-1)  | Boeing Marine Systems, Renton | 9. Juli 1977       | 30. Juli 1989       | Key West    |
| USS Hercules (PHM-2) | Boeing Marine Systems, Renton | 18. Dezember 1982  | 30. Juli 1989       | Key West    |
| USS Taurus (PHM-3)   | Boeing Marine Systems, Renton | 10. Oktober 1981   | 30. Juli 1989       | Key West    |
| USS Aquila (PHM-4)   | Boeing Marine Systems, Renton | 26. Juni 1982      | 30. Juli 1989       | Key West    |
| USS Aries (PHM-5)    | Boeing Marine Systems, Renton | 18. September 1982 | 30. Juli 1989       | Key West    |
| USS Gemini (PHM-6)   | Boeing Marine Systems, Renton | 13. November 1982  | 30. Juli 1989       | Key West    |